# Stachelkopfgräser
Die Stachelkopfgräser (Triodia) sind eine Pflanzengattung in der Familie der Süßgräser. Sie kommt nur in Australien vor. Stachelkopfgräser bedecken große Teile des Outbacks in Australien; über 20 % des Kontinents sind damit bewachsen.
Die Stachelkopfgräser sind auch unter dem Namen Spinifex bekannt. Botanisch ist aber Spinifex eine Gattung von küstenbewohnenden Gräsern, die nicht näher mit den Triodia-Arten des Landesinneren verwandt ist.
Stachelkopf-Gräser sind für Rinder schwer verdaulich, weswegen im Bereich der Verbreitung dieser Gattung nur extensive Weidewirtschaft bzw. gar keine Viehhaltung erfolgen kann.

## Beschreibung
Triodia-Arten sind stachelig.

## Systematik
Die Gattung Triodia wurde 1810 durch Robert Brown aufgestellt.
Ein Teil der über 50 Arten wurde manchmal in eine eigene Gattung Plectrachne Henrard gestellt. Michael Lazarides stellte die Plectrachne-Arten 1997 in die Gattung Triodia.

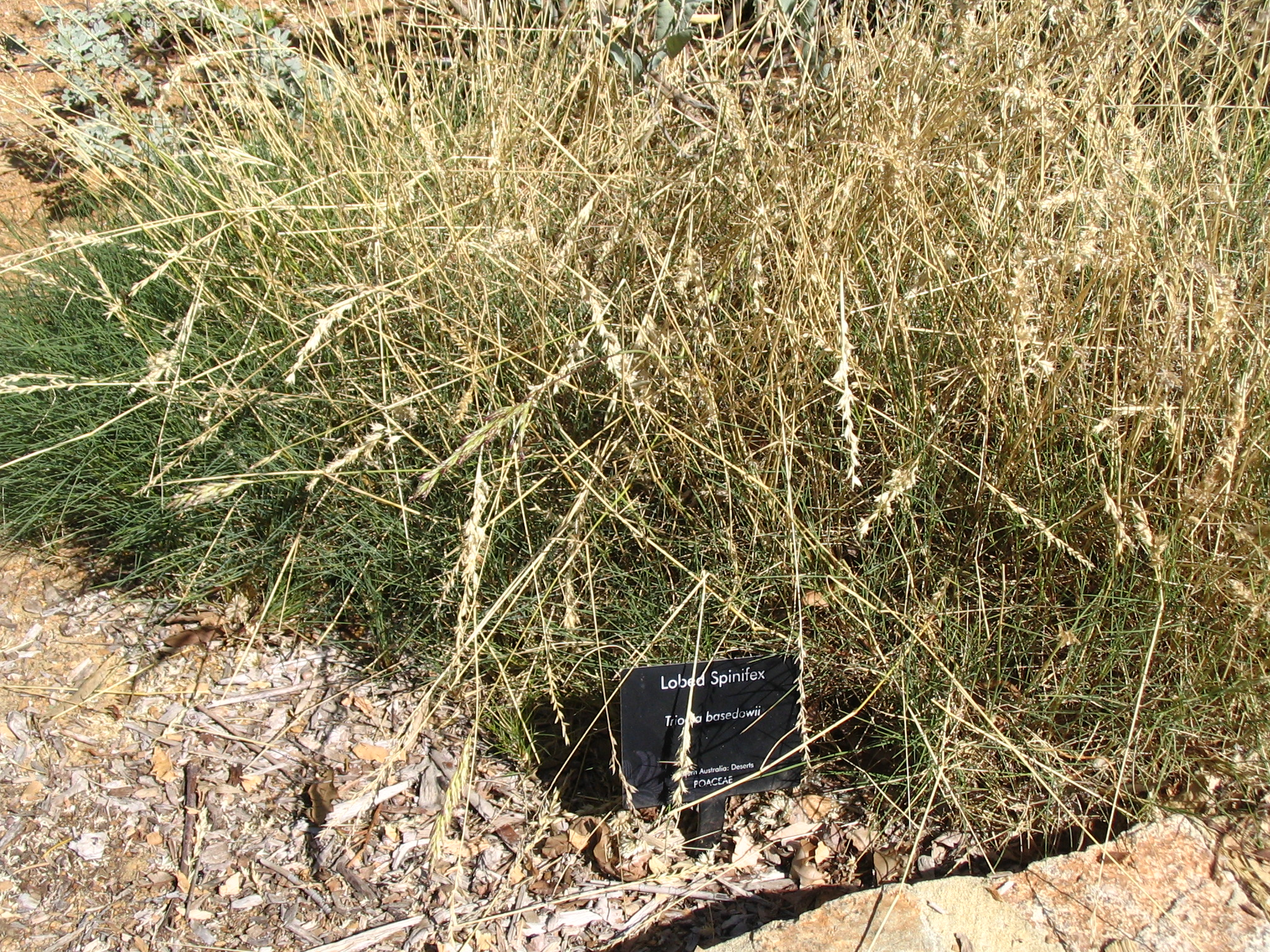
Habitus von Triodia basedowii

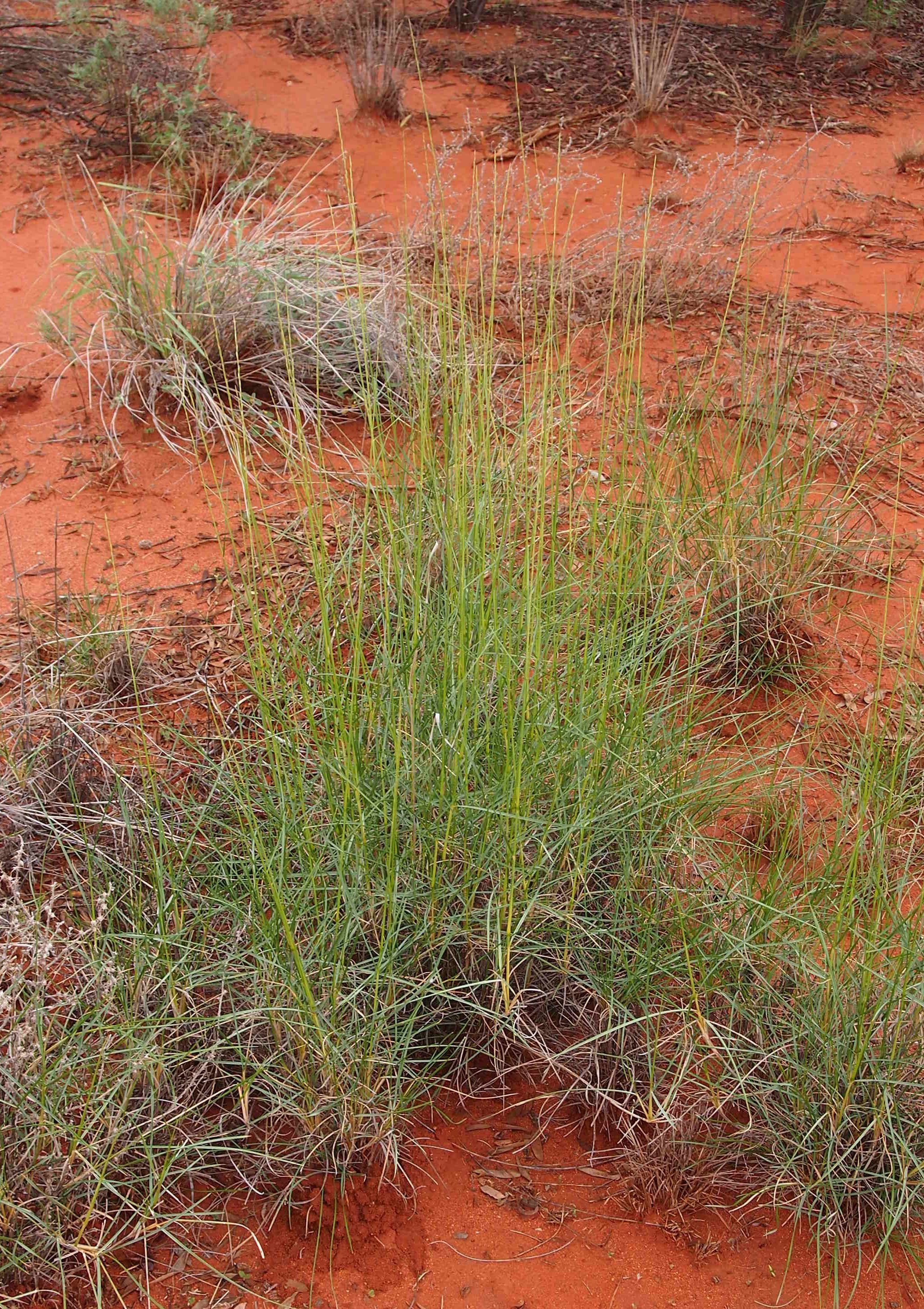
Habitus von Triodia pungens

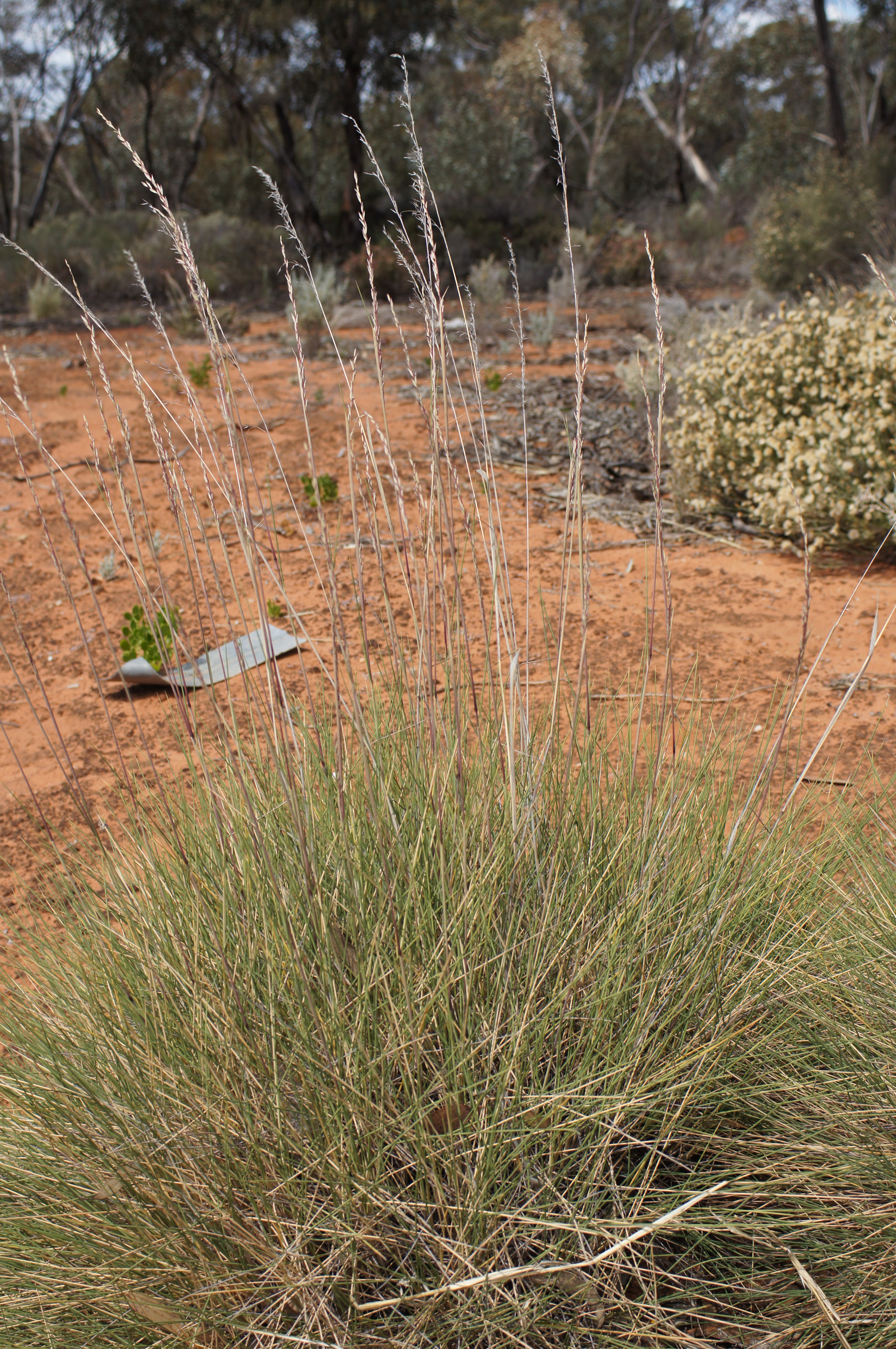
Habitus von Triodia scariosa

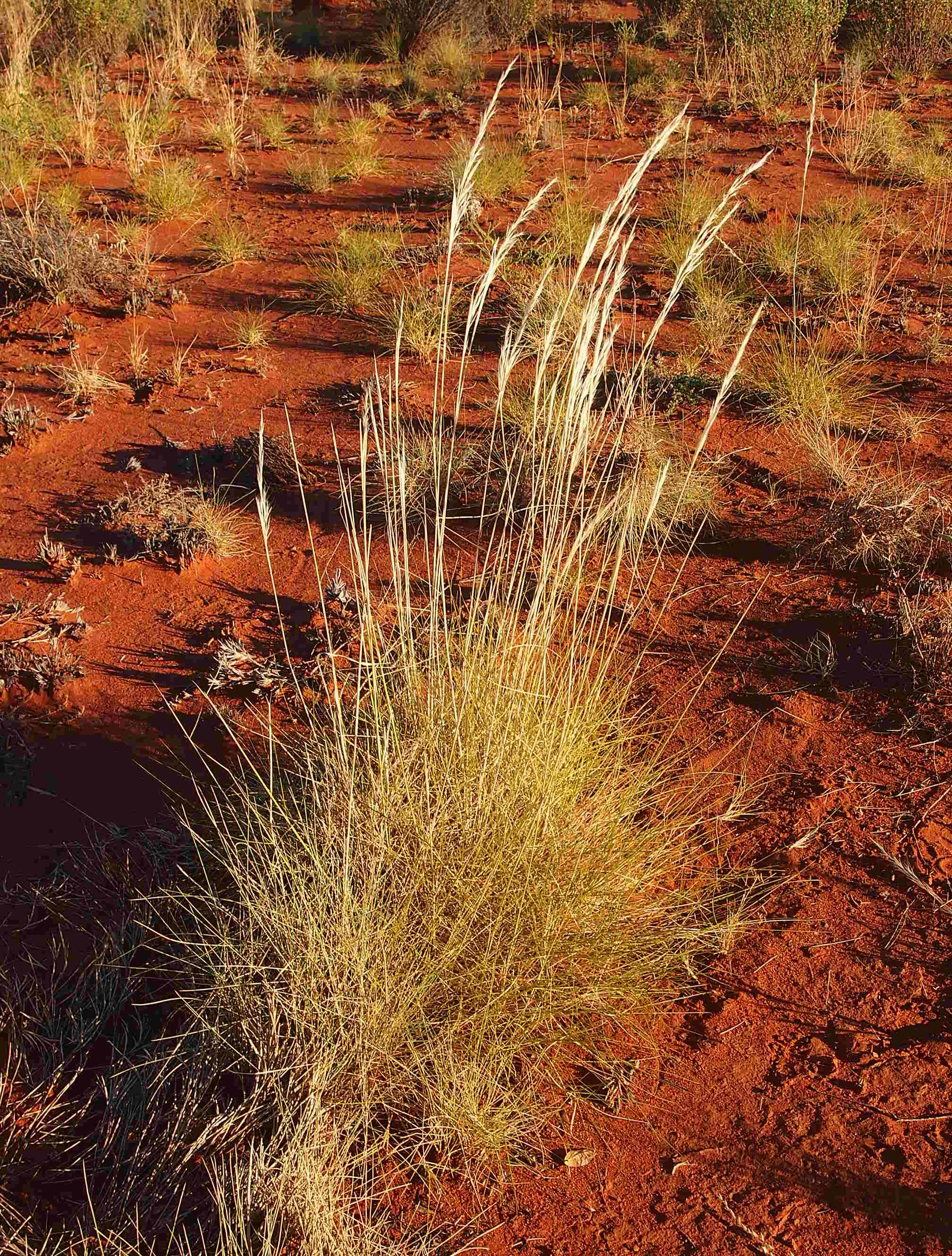
Habitus von Triodia schinzii

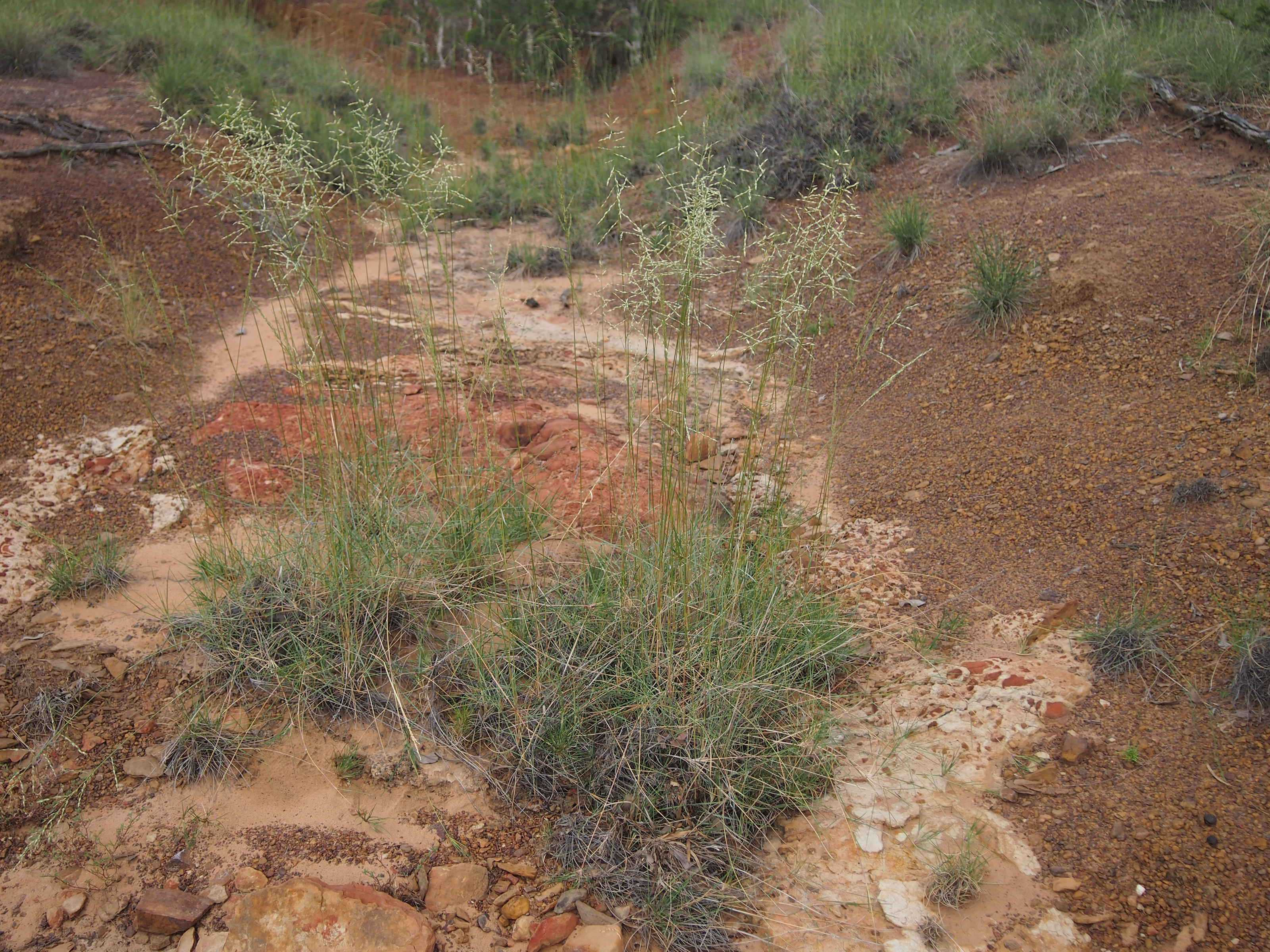
Habitus von Triodia triaristata

Seit 2015 werden etwa 70 Arten in der Gattung Triodia s. l. beschrieben:
- Triodia acutispicula Lazarides: Nördliches Western Australia.[1]
- Triodia aeria Lazarides: Nördliches Western Australia.[1]
- Triodia angusta N.T.Burb.: Nordwestliches und nördlich-zentrales Western Australia.[1]
- Triodia aristiglumis (Lazarides) Lazarides: Nördliches Northern Territory.[1]
- Triodia aurita Lazarides: Nördliches Northern Territory.[1]
- Triodia barbata R.L.Barrett & M.D.Barrett: Nordöstliches Western Australia.[1]
- Triodia basedowii E.Pritz.: Australien.
- Triodia basitricha M.D.Barrett: Die 2015 erstbeschriebene Art kommt in Western Australia vor.[1]
- Triodia biflora Lazarides: Nordwestliches Western Australia.[1]
- Triodia birriliburu B.M.Anderson: Die 2017 erstbeschriebene Art kommt in Western Australia vor.[1]
- Triodia bitextura Lazarides: Nördliches und zentrales Australien.[1]
- Triodia brizoides N.T.Burb.: Nordwestliches und zentrales Australien.[1]
- Triodia bromoides (F.Muell.) Lazarides: Westliches und zentrales Western Australia.[1]
- Triodia bunglensis (S.W.L.Jacobs) Lazarides: Nordöstliches Western Australia.[1]
- Triodia burbidgeana S.W.L.Jacobs: Nördliches Western Australia bis nordwestliches Queensland.[1]
- Triodia bynoei (C.E.Hubb.) Lazarides: Nordwestliches und nördliches Western Australia bis nördliches Northern Territory.[1]
- Triodia caelestialis G.Armstr.: Nördliches Western Australia.[1]
- Triodia celsa M.D.Barrett: Die 2015 erstbeschriebene Art kommt in Western Australia vor.[1]
- Triodia chichesterensis B.M.Anderson: Die 2017 erstbeschriebene Art kommt in Western Australia vor.[1]
- Triodia claytonii Lazarides: Nördliches Western Australia bis nordwestliches Northern Territory und außerdem nördliches Queensland.[1]
- Triodia compacta (N.T.Burb.) S.W.L.Jacobs: Zentrales und südliches Australien.[1]
- Triodia concinna N.T.Burb.: Zentrales Western Australia.[1]
- Triodia contorta (Lazarides) Lazarides: Nördliches und zentrales Northern Territory.[1]
- Triodia cremnophila R.L.Barrett & M.D.Barrett: Nordöstliches Western Australia.[1]
- Triodia cunninghamii Benth.: Nördliches Western Australia.[1]
- Triodia danthonioides (F.Muell.) Lazarides: Westliches Western Australia.[1]
- Triodia desertorum (C.E.Hubb.) Lazarides: Südlich-zentrales Western Australia.[1]
- Triodia diantha M.D.Barrett: Die 2015 erstbeschriebene Art kommt in Western Australia vor.[1]
- Triodia dielsii (C.E.Hubb.) Lazarides: Westliches Western Australia.[1]
- Triodia epactia S.W.L.Jacobs: Nordwestliches und nördliches Western Australia bis Northern Territory.[1]
- Triodia fissura Barrett, Wells & Dixon: Nordöstliches Western Australia.[1]
- Triodia fitzgeraldii C.A.Gardner ex N.T.Burb.: Nordöstliches Western Territory bis nördliches Northern Territory.[1]
- Triodia gracilis (Lazarides) Crisp & Mant: Nördliches Northern Territory.[1]
- Triodia helmsii (C.E.Hubb.) Lazarides: Westlich-zentrales und südlich-zentrales Australien.[1]
- Triodia hubbardii N.T.Burb.: Zentrales Australien.[1]
- Triodia inaequiloba N.T.Burb.: Nördliches Western Australia.[1]
- Triodia infesta B.M.Anderson & M.D.Barrett: Die 2017 erstbeschriebene Art kommt in Western Australia vor.[1]
- Triodia integra Lazarides: Zentrales Australien.[1]
- Triodia intermedia Cheel: Nordwestliches und nördliches Western Australia bis Northern Territory.[1]
- Triodia inutilis N.T.Burb.: Nördliches Western Australia bis Northern Territory.[1]
- Triodia irritans R.Br.: Zentrales und südliches Australien.[1]
- Triodia lanata J.M.Black: Westliches und südliches South Australia.[1]
- Triodia lanigera Domin: Nordwestliches Western Australia.[1]
- Triodia lanosa (Lazarides) Crisp & Mant: Nördliches Northern Territory.[1]
- Triodia latzii Lazarides: Northern Territory.[1]
- Triodia longiceps J.M.Black: Nordwestliches und zentrales Australien.[1]
- Triodia longiloba Lazarides: Nördliches Western Australia, nordöstliches Northern Territory.[1]
- Triodia longipalea Lazarides: Westliches und südwestliches Western Australia.[1]
- Triodia mallota B.M.Anderson & M.D.Barrett: Die 2017 erstbeschriebene Art kommt in Western Australia vor.[1]
- Triodia marginata N.T.Burb.: Queensland bis nördliches New South Wales.[1]
- Triodia melvillei (C.E.Hubb.) Lazarides: Westliches und zentrales Australien.[1]
- Triodia microstachya R.Br.: Nördliches und nordöstliches Australien.[1]
- Triodia mitchellii Benth.: Östliches Australien.[1]
- Triodia molesta N.T.Burb.: Queensland.[1]
- Triodia nana B.M.Anderson: Die 2017 erstbeschriebene Art kommt in Western Australia vor.[1]
- Triodia pascoeana B.K.Simon: Nördliches und nördlich-zentrales Western Australia.[1]
- Triodia pisoliticola Trudgen & M.D.Barrett: Die 2018 erstbeschriebene Art kommt in Western Australia vor.[1]
- Triodia plectrachnoides N.T.Burb.: Nördliches Western Australia bis nordwestliches und nördliches Northern Territory.[1]
- Triodia plurinervata N.T.Burb.: Westnordwestliches Western Australia.[1]
- Triodia procera R.Br.: Nördliches Australien.[1]
- Triodia prona Lazarides: Nordöstliches Western Australia.[1]
- Triodia pungens R.Br.: Australien.[1]
- Triodia racemigera C.A.Gardner: Nordöstliches Western Australia bis nordwestliches Northern Territory.[1]
- Triodia radonensis S.W.L.Jacobs: Nördliches Northern Territory.[1]
- Triodia rigidissima (Pilg.) Lazarides: Western Australia.[1]
- Triodia roscida N.T.Burb.: Nordöstliches Western Australia bis nordwestliches Northern Territory.[1]
- Triodia salina Lazarides: Nördlich-zentrales und östliches Western Australia bis westliches und südlich-zentrales Northern Territory.[1]
- Triodia scariosa N.T.Burb. (Syn.: Triodia bunicola (S.W.L.Jacobs) Lazarides): Zentrales und südliches Australien.[1]
- Triodia schinzii (Henrard) Lazarides: Westliches und zentrales Australien.[1]
- Triodia scintillans B.M.Anderson & M.D.Barrett: Die 2017 erstbeschriebene Art kommt in Western Australia vor.[1]
- Triodia secunda N.T.Burb.: Nordwestliches Western Australia.[1]
- Triodia spicata N.T.Burb.: Nördlich-zentrales und östliches Western Australia bis Northern Territory.[1]
- Triodia stenostachya Domin: Nördliches und nordöstliches Australien.[1]
- Triodia stipoides (S.W.L.Jacobs) Crisp & Mant: Nördliches Western Australia.[1]
- Triodia tomentosa S.W.L.Jacobs: Nördlich-zentrales und südlich-zentrales Western Australia.[1]
- Triodia triaristata Lazarides: Südlich-zentrales Northern Territory bis nördlich-zentrales Queensland.[1]
- Triodia triticoides C.A.Gardner: Nördlich-zentrales und nordöstliches Western Australia bis nordwestliches Northern Territory.[1]
- Triodia uniaristata (Lazarides) Lazarides: Nördliches Northern Territory.[1]
- Triodia vanleeuwenii B.M.Anderson & M.D.Barrett: Die 2017 erstbeschriebene Art kommt in Western Australia vor.[1]
- Triodia vella Lazarides: Südöstliches Queensland.[1]
- Triodia wiseana C.A.Gardner: Nordwestliches und nördliches Western Australia bis Northern Territory.[1]